# Opel Antara
Pour les articles homonymes, voir Antara.
L'Opel Antara est un SUV produit par le constructeur automobile allemand Opel de 2006 à 2014, succédant indirectement au Frontera. Il partage sa plateforme technique et éléments mécaniques avec le Chevrolet Captiva mais n'était disponible qu'en version 5 places (jusqu'à 7 pour le Captiva).
Le modèle est connu à travers le monde sous différentes marques de General Motors en tant que Vauxhall Antara en Grande-Bretagne, Saturn Vue (jusqu'en 2009) et Chevrolet Captiva Sport en Amérique du Nord, Daewoo Winstorm Maxx en Corée du Sud, Holden Captiva Maxx en Australie et GMC Terrain au Moyen-Orient.
L'Opel Antara est fabriqué en Corée du Sud dans les usines GM Daewoo, mais aussi en Russie et également au Mexique.

## Histoire
L'Antara fut d'abord présenté en tant que concept 3 portes sous le nom d'Opel Antara GTC (Gran Turismo Crossover) au Salon de l'automobile de Francfort de 2005.

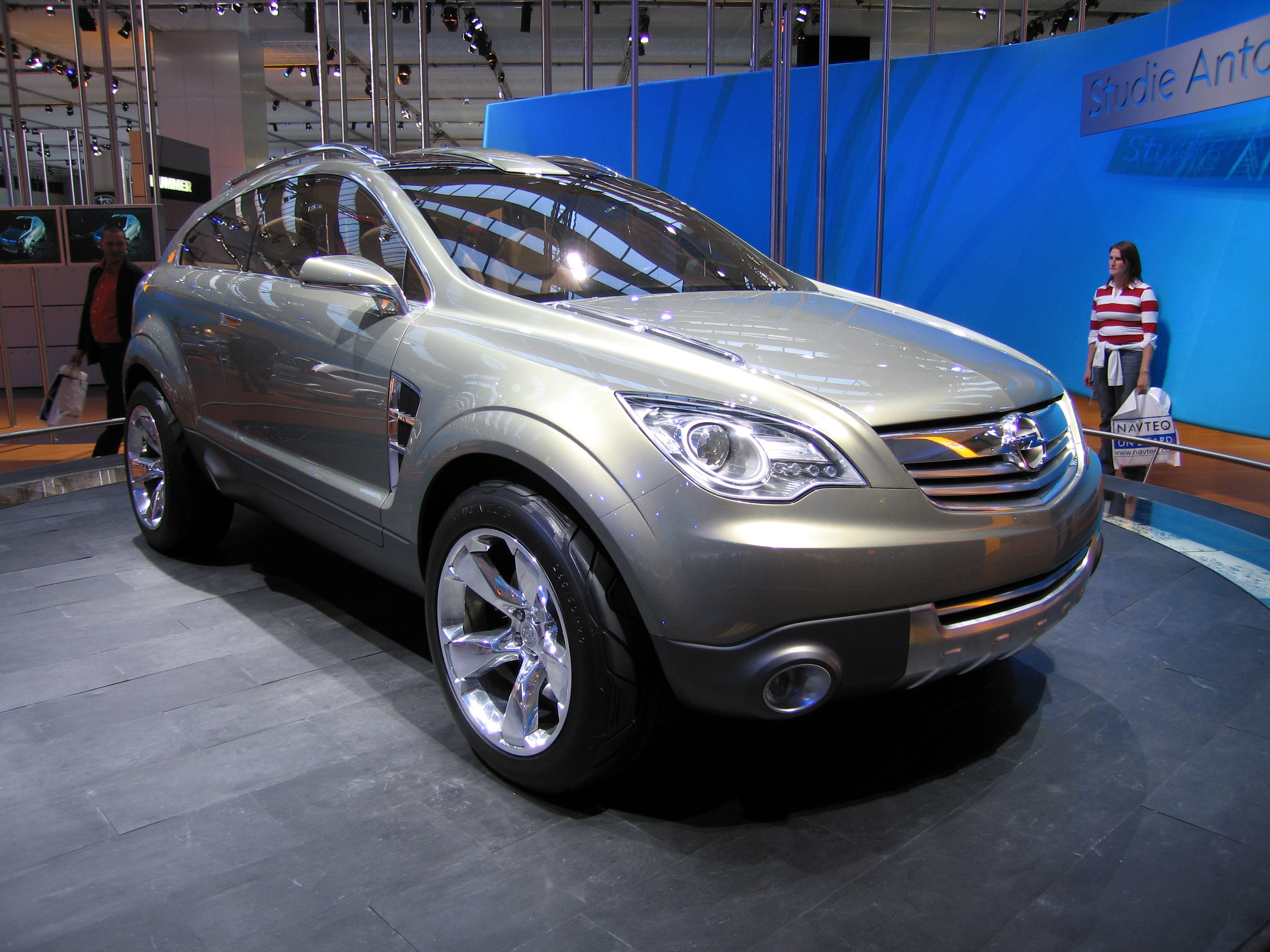
Opel Antara GTC (concept)
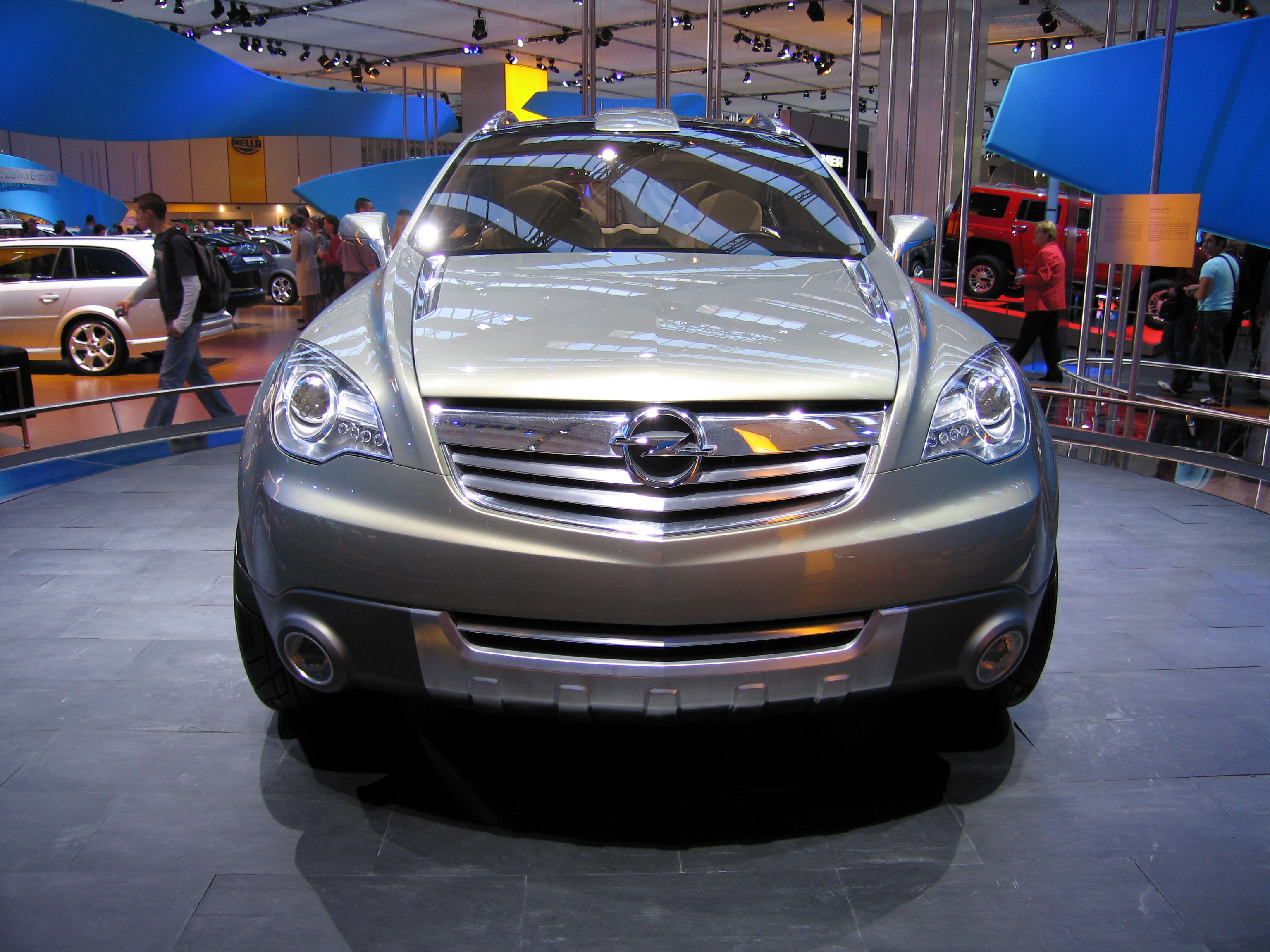
Opel Antara GTC (concept)
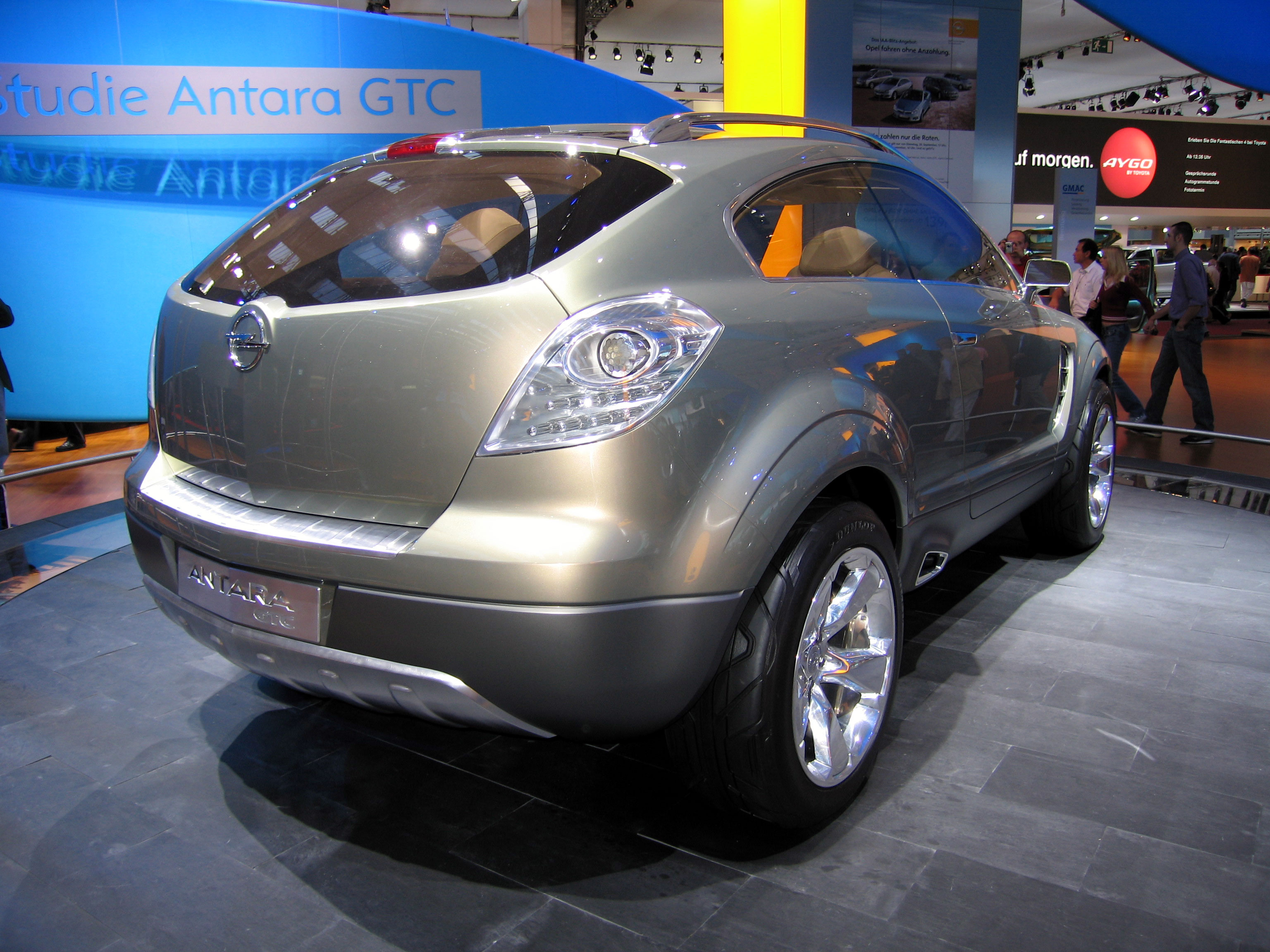
Opel Antara GTC (concept)

Basé sur ce dernier, le Saturn PreVue, son pendant américain fut présenté en 2006 au Salon de l'automobile de New York annonçant le futur modèle de série Vue commercialisé entre 2007 et 2009.

## Restylage

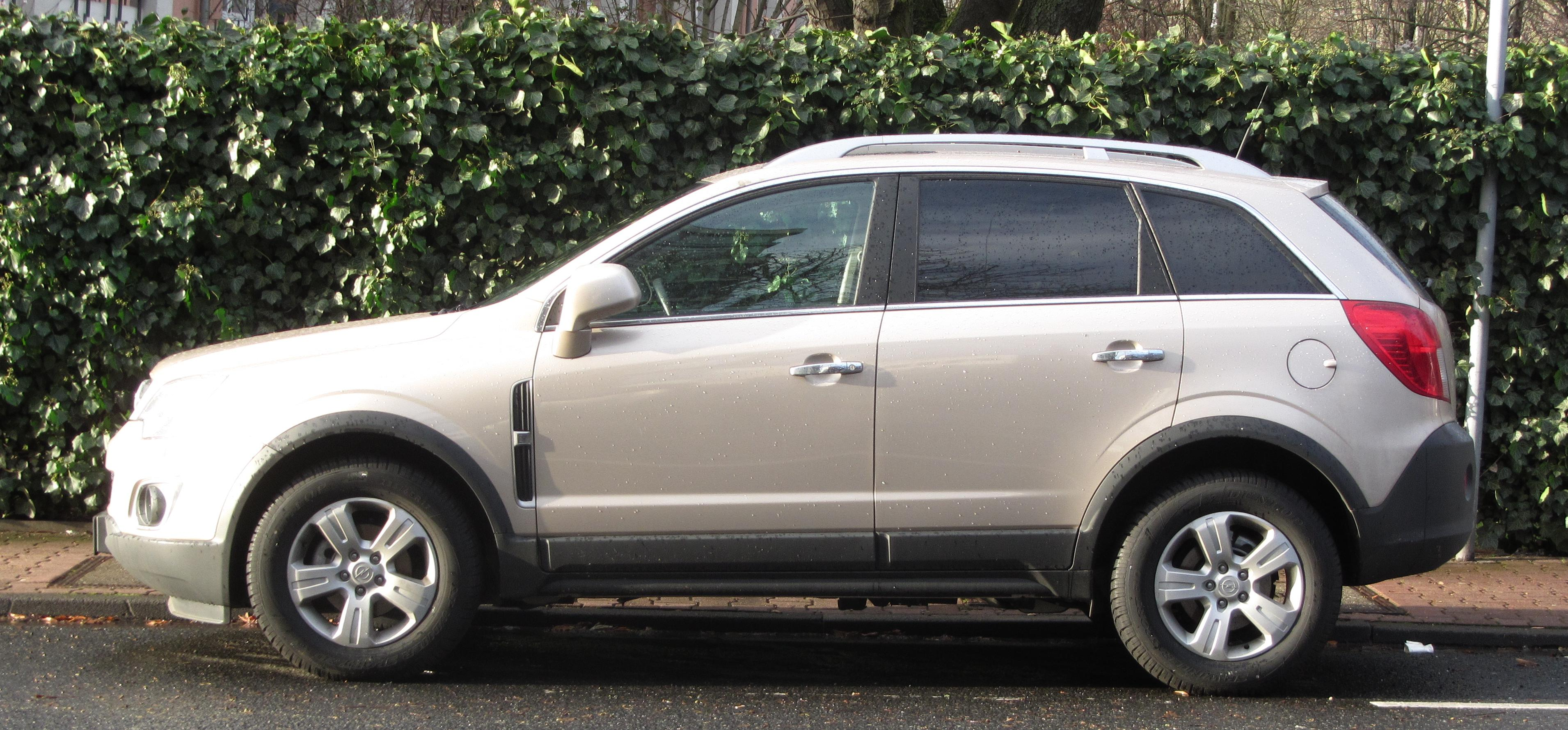
Opel Antara Phase II

L'Antara est restylé en novembre 2010.
La face avant bénéficie d'un profond lifting. Les feux arrière sont également redessinés.
Les diesel 2.0 CDTI 127/150 chevaux sont remplacés par deux versions d'un nouveau bloc 2.2 CDTI fortes de 163 et 184 chevaux. Le moteur essence 2.4 passe à 170 chevaux. La boîte de vitesses manuelle bénéficie d'un sixième rapport.

## Motorisations
Les motorisations diesel de la Phase I étaient :  
- 2.0 CDTI 127,
- 2.0 CDTI 150 (BVM),
- 2.0 CDTI 150 (BVA).

Le seul moteur essence était le :
- 3.2 V6 227 (BVA).

## Succession
En 2017, l'Antara est remplacé par l'Opel Grandland X, cousin du nouveau Peugeot 3008.

## Galerie

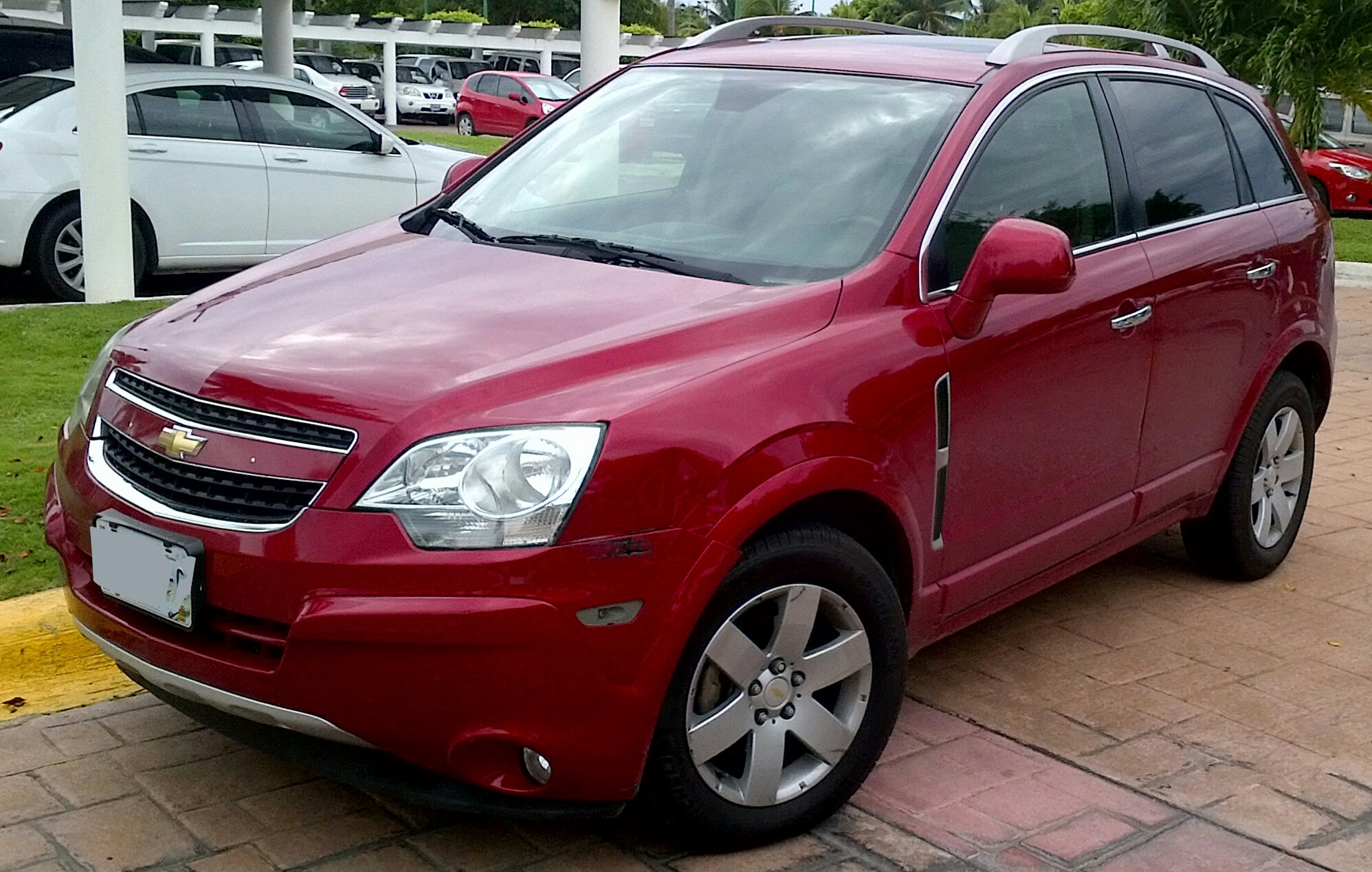
Chevrolet Captiva Sport
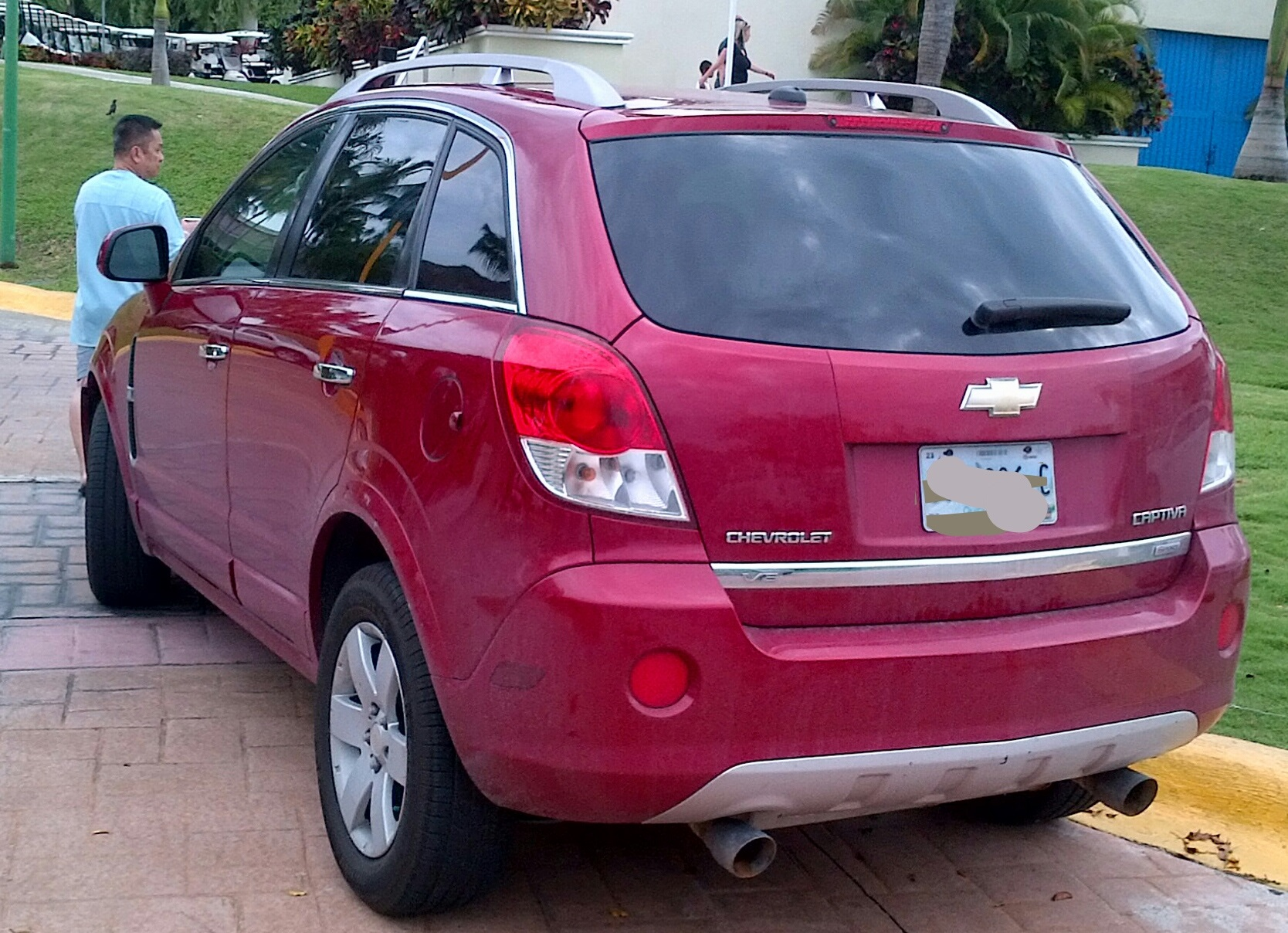
Chevrolet Captiva Sport
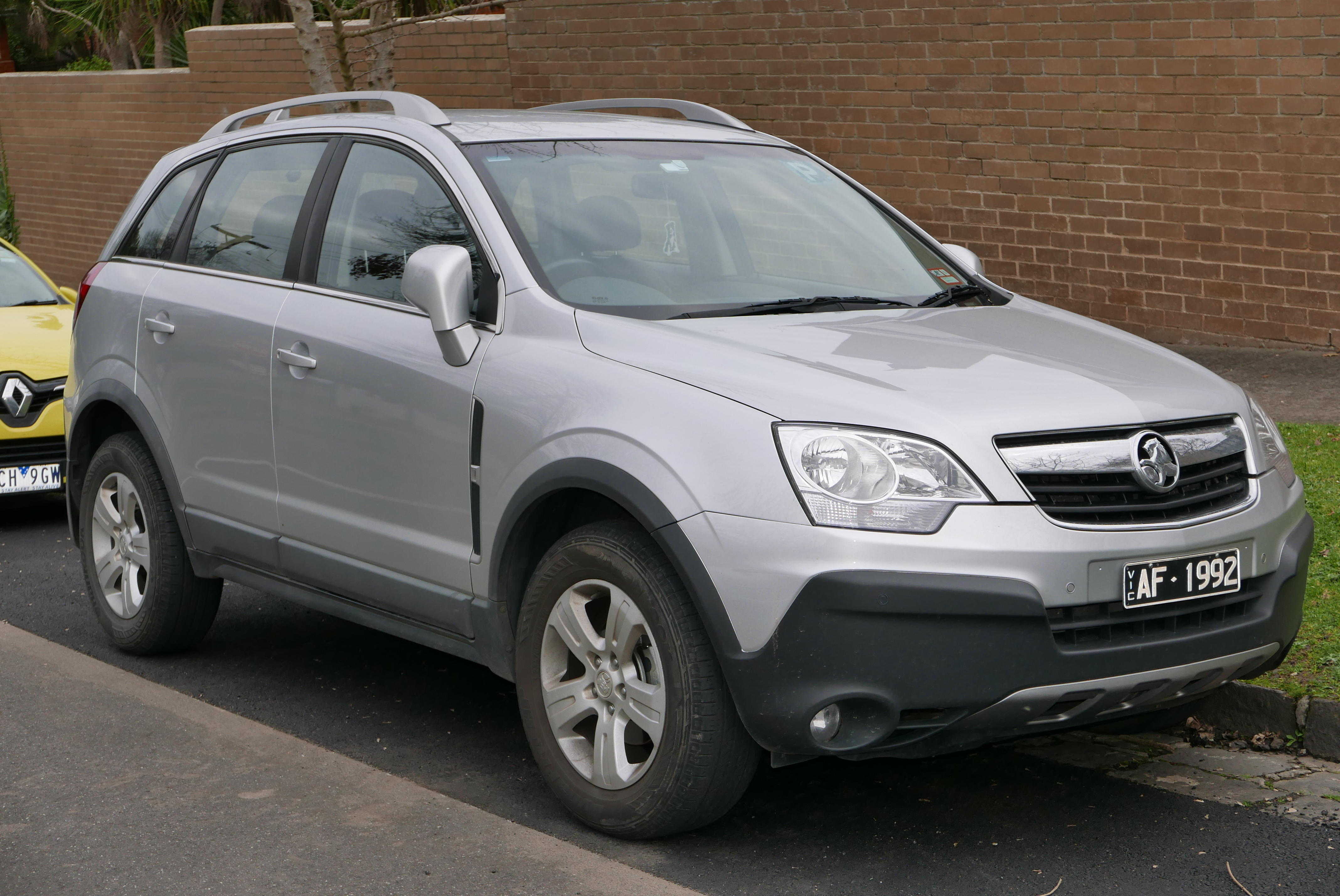
Holden Captiva 5 Phase I
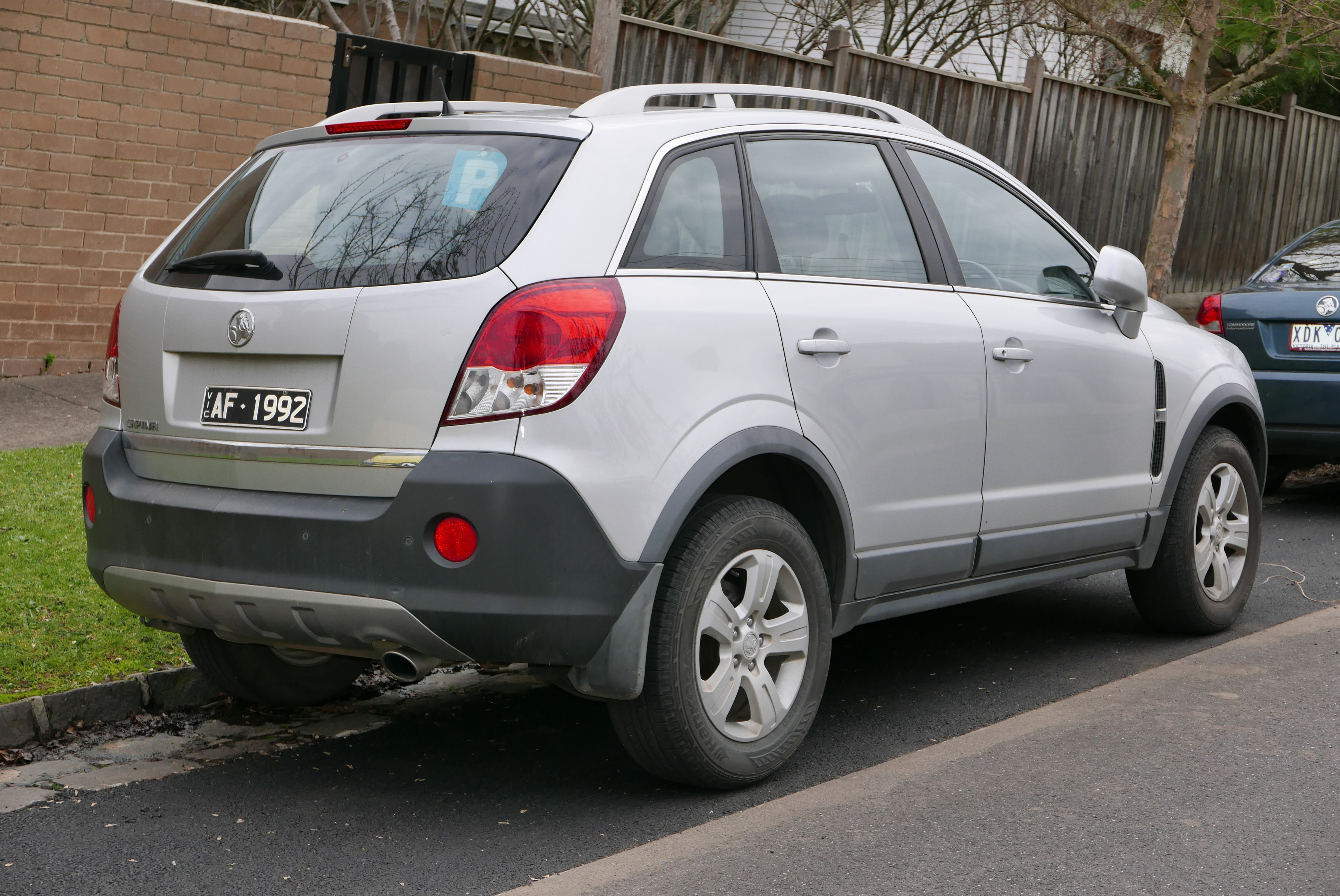
Holden Captiva 5 Phase I
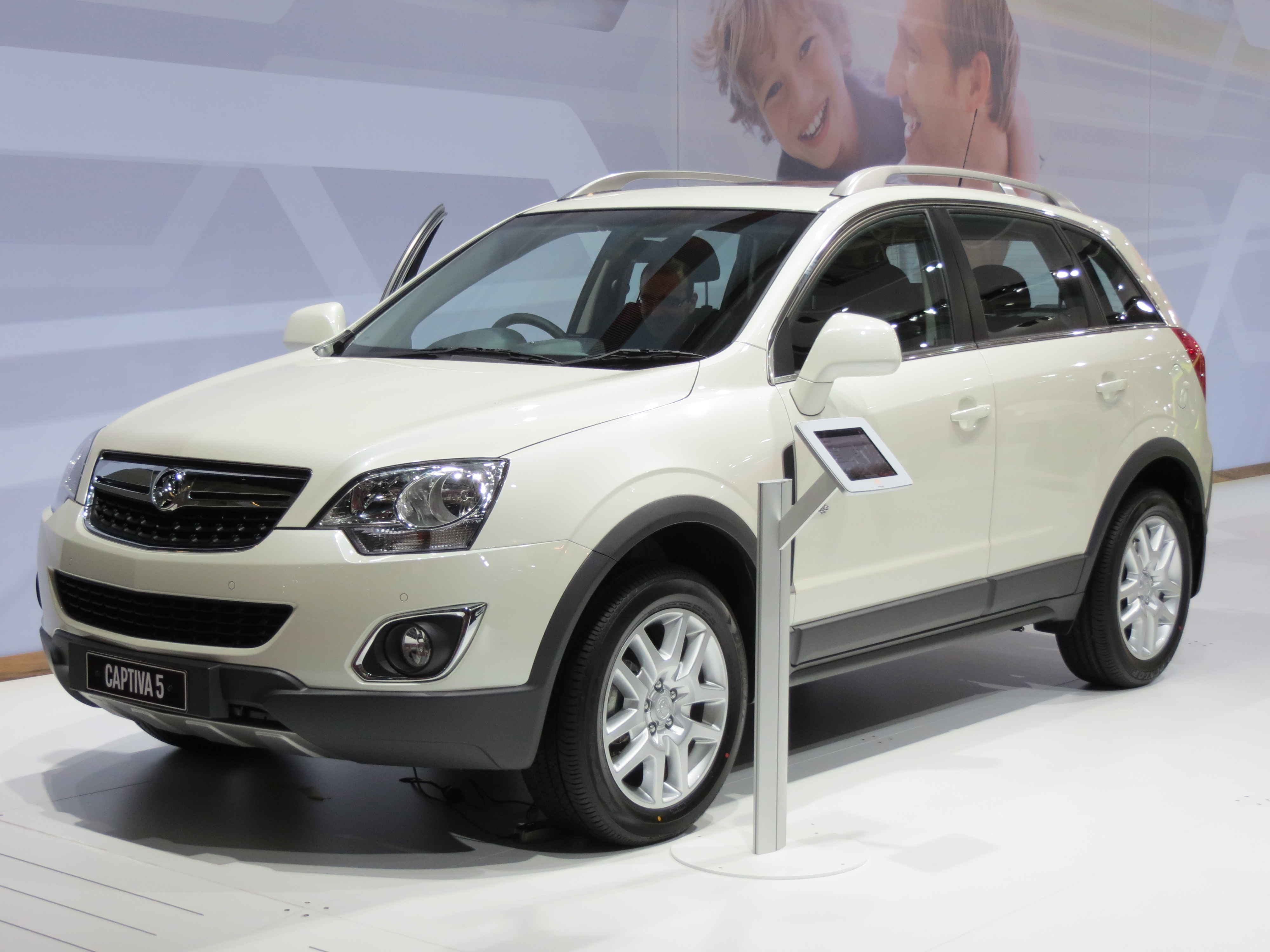
Holden Captiva 5 Phase II
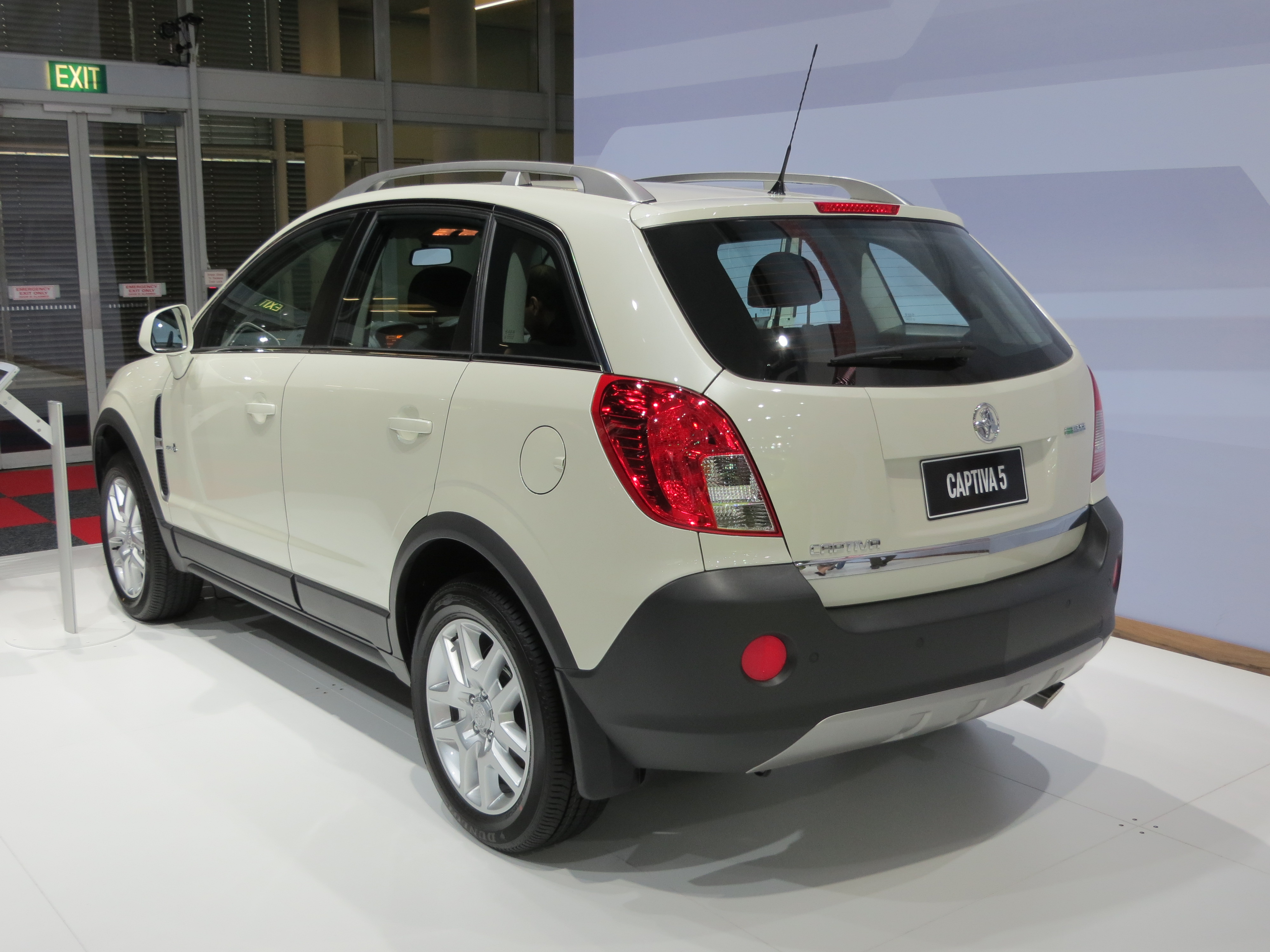
Holden Captiva 5 Phase II
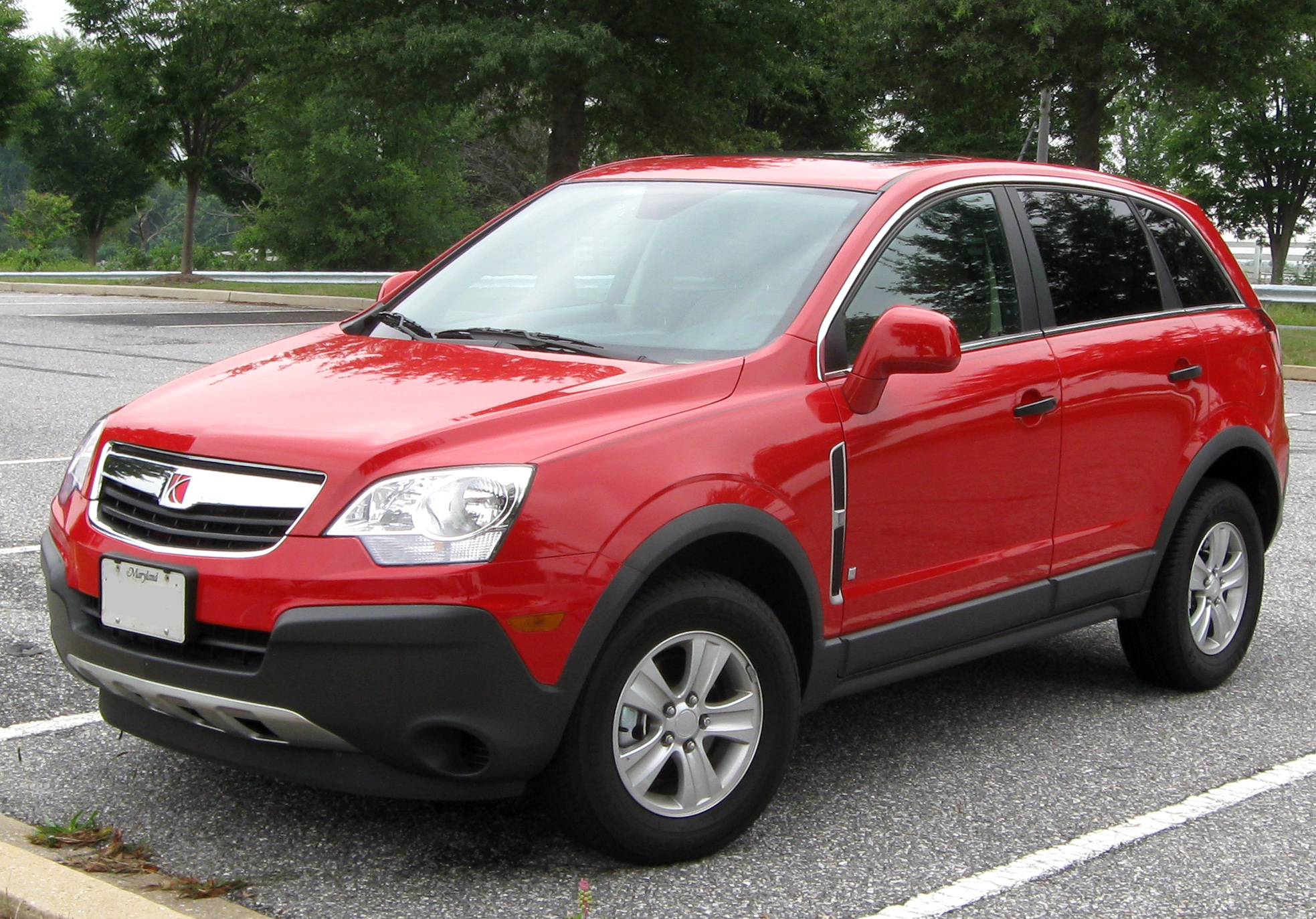
Saturn Vue
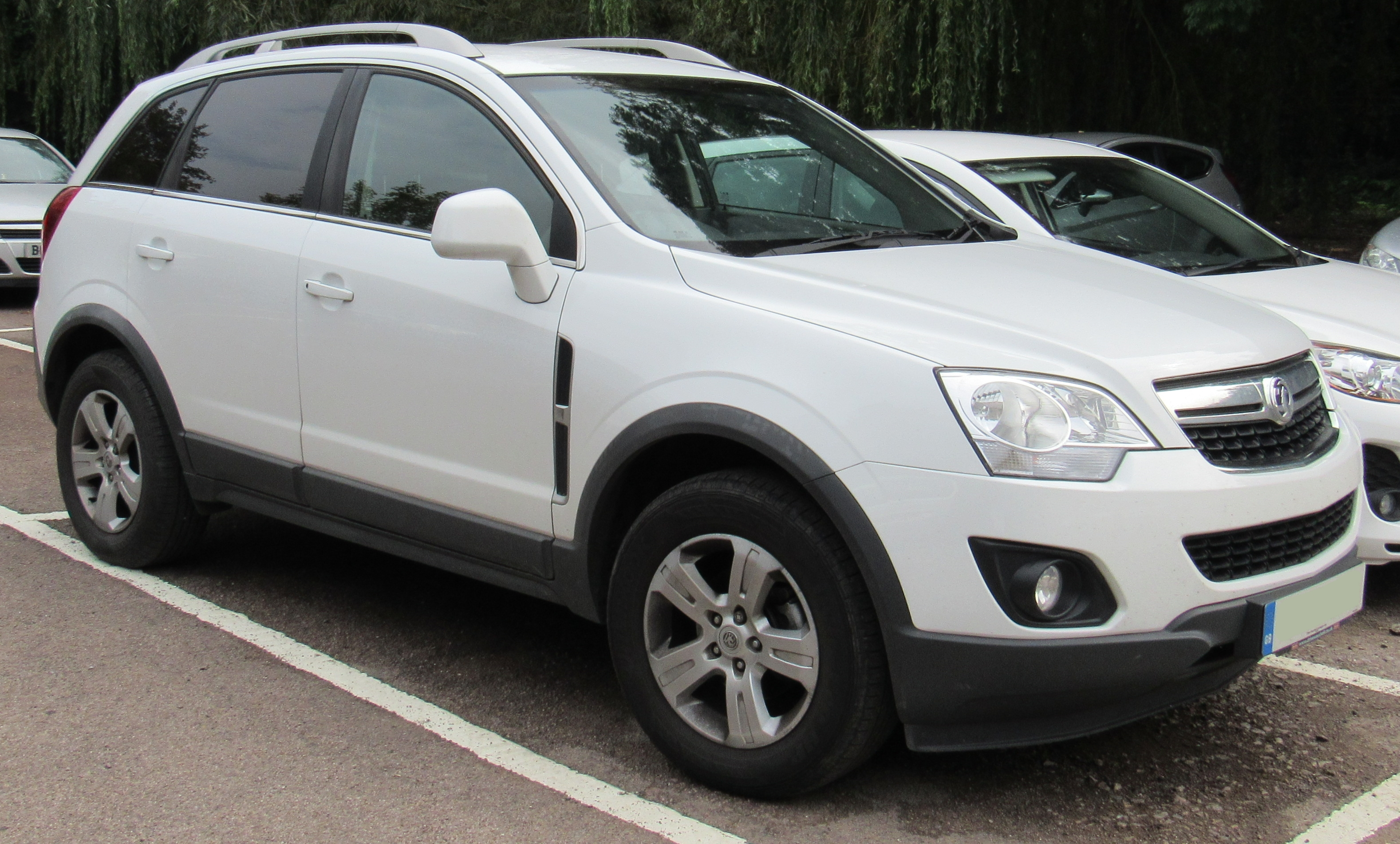
Vauxhall Antara
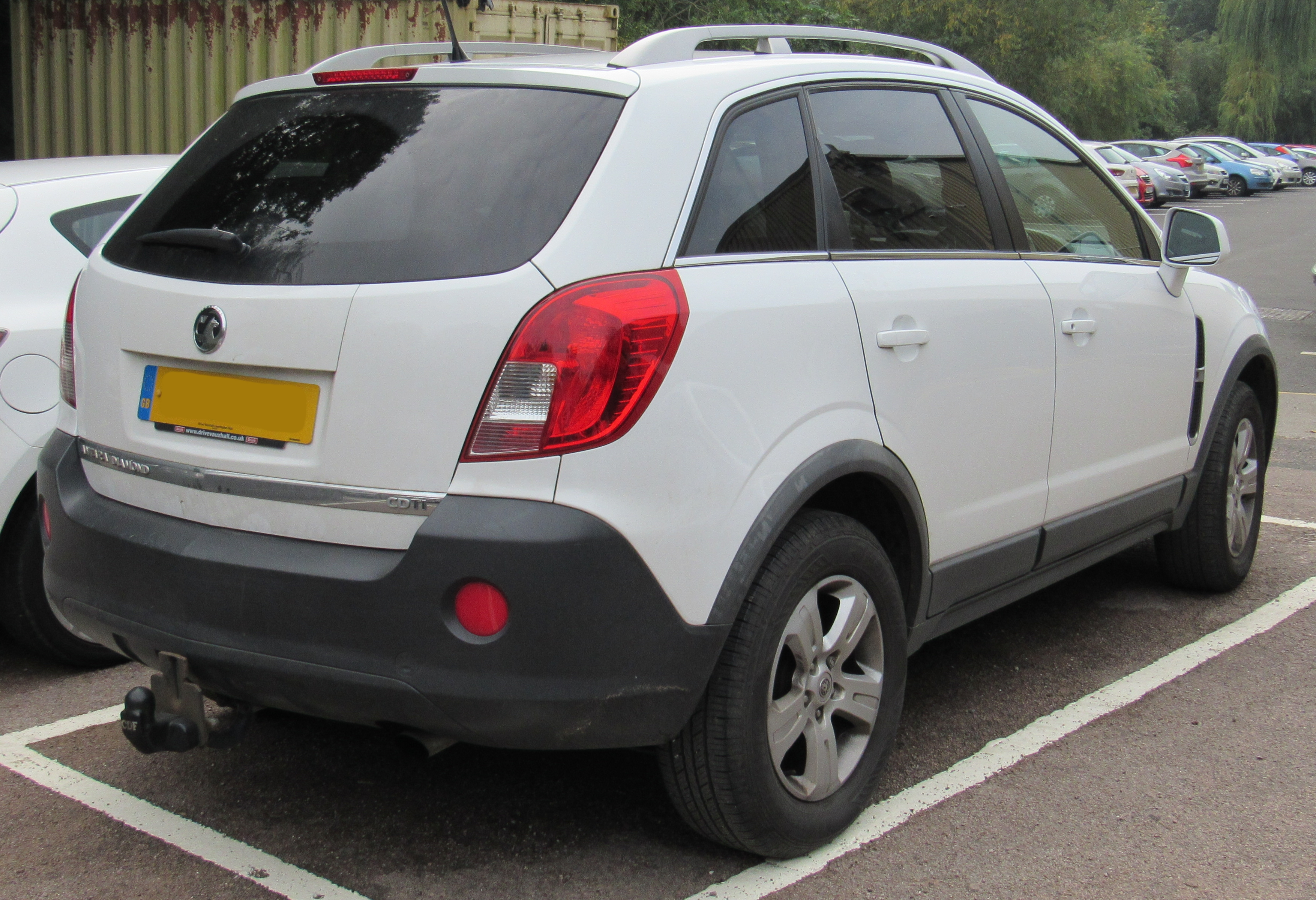
Vauxhall Antara
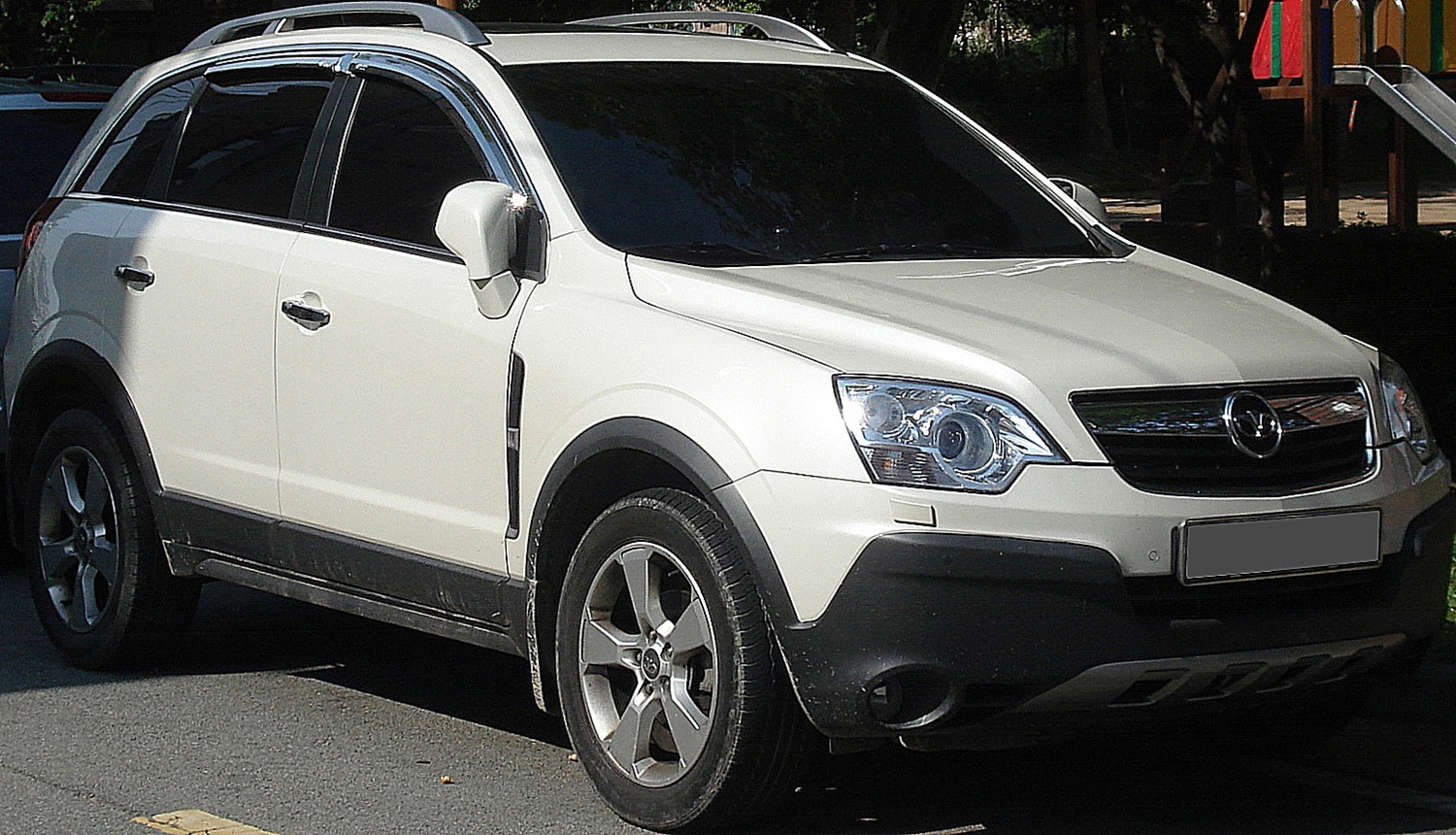
Daewoo Winstorm Maxx
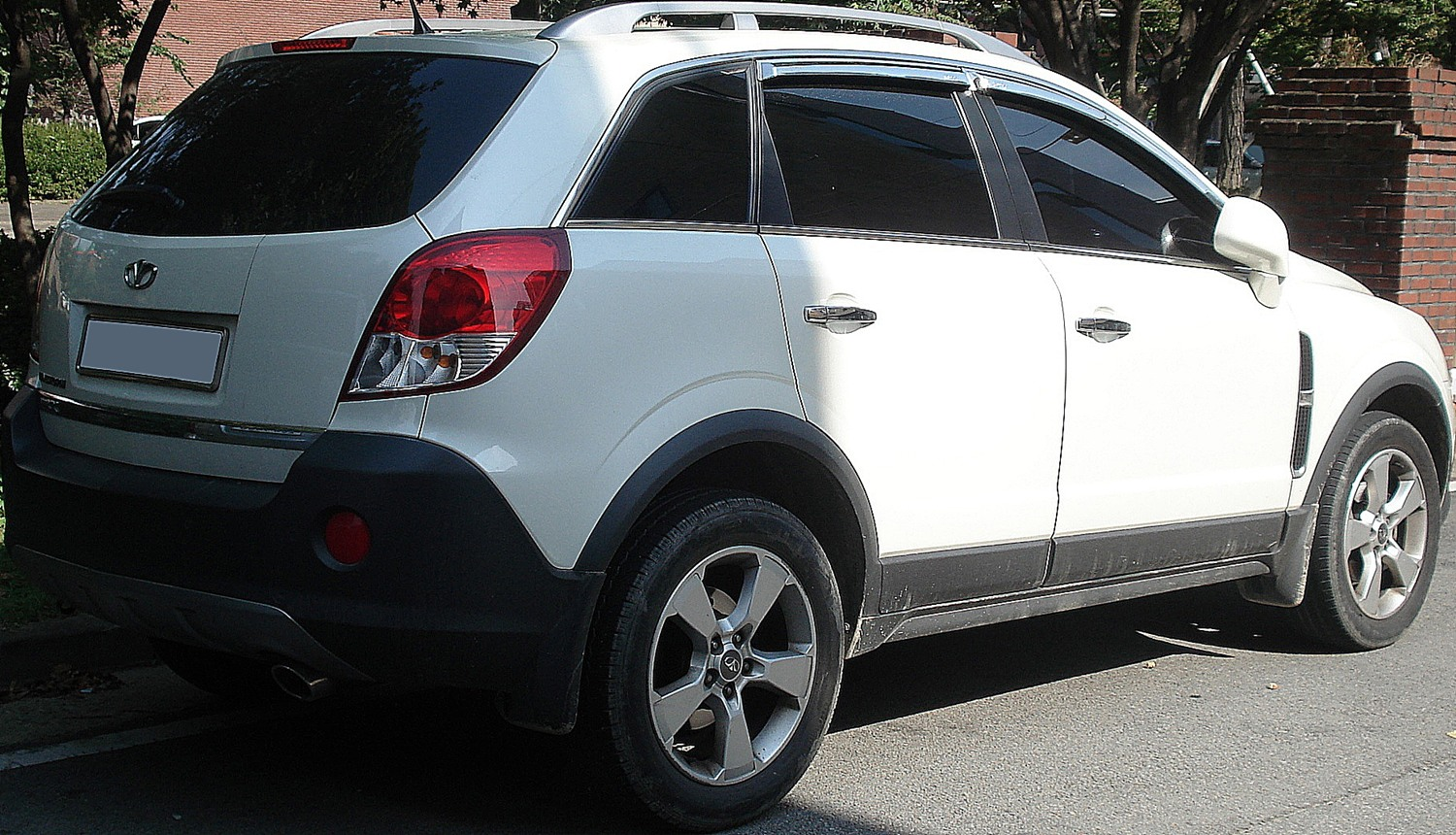
Daewoo Winstorm Maxx